# Спартак (фильм, 1926)
«Спартак» — советский немой художественный фильм-драма, поставленный турецким режиссёром Мухсин-Беем Эртугрулом по одноимённому историческому роману Рафаэлло Джованьоли. Авторами сценария выступили украинский поэт-футурист Гео Шкурупий и русский поэт и драматург Михаил Гальперин. Фильм снят на Одесской кинофабрике Всеукраинского фотокиноуправления в 1926 году. Премьера состоялась 7 декабря 1926 года в Киеве и 10 января 1928 года в Москве. В съёмках было задействовано свыше 3 тысяч одесситов. Фильм не сохранился.

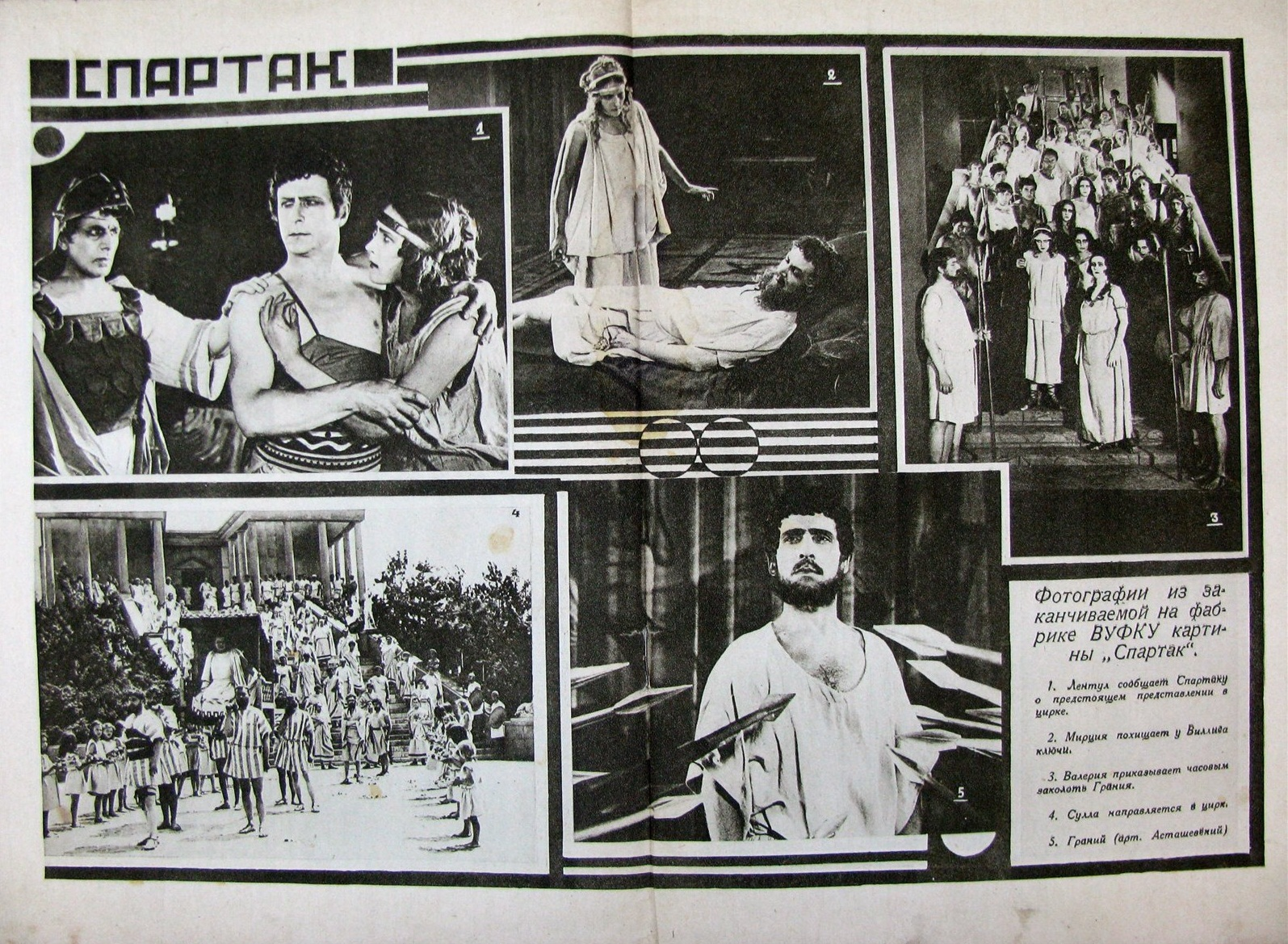
Разворот журнала «Советский экран» № 34 за 1926 год с кадрами из фильма

## Сюжет
Фильм рассказывает о ходе и поражении восстания Спартака в Римской империи. На фоне восстания происходит развитие любовной истории Спартака и Валерии, жены Суллы.

## В ролях
| Актёр                                  | Роль                               |
| -------------------------------------- | ---------------------------------- |
| Дейнар Николай Антонович               | Спартак                            |
| Ляров Матвей Львович                   | диктатор Рима Сулла                |
| Бродская                               | жена Суллы Валерия                 |
| Кононенко-Козельский Иван Владимирович | гладиатор Октоман                  |
| Людвинский Василий                     | брат Спартака                      |
| Минин Сергей Артемьевич                | гладиатор Арторикс                 |
| Симонов Анастасий Иорданович           | сенатор Метробий                   |
| Шклярский С.                           | сенатор Катилина                   |
| Осташевский (Асташевский) А.           | придворный Граний                  |
| Савченко Яков Григорьевич              | дворецкий Валерий                  |
| Назарова О.                            | мать Спартака                      |
| Мерлатти Осип Дмитриевич               | гладиатор Менений                  |
| Денисов Александр Петрович             | надсмотрщик за рабами              |
| Шелестов-Заузе Борис Владимирович      | придворный Виллинг                 |
| Ракитин Б.                             | начальник школы гладиаторов Лентул |
| Лисевицкая                             | сестра Спартака Мирция             |
| Козенко Василий                        | полководец Красс                   |

## Съёмочная группа
- Сценаристы: Гео Шкурупий, Михаил Гальперин
- Режиссёр: Эртугрул Мухсин-Бей
- Оператор: Мариус Гольдт
- Художник-постановщик (архитектор): Георгий Байзенгерц
- Композитор: немой фильм
- Помощники режиссёра: Дмитрий Эрдман, Глеб Затворницкий
- Консультант: Борис Варнеке

## Технические данные
- чёрно-белый, немой фильм, 8 частей, метраж 1968 м[1]

## Производство
В качестве исторического консультанта был приглашен профессор Новороссийского университета, филолог-классик и антиковед Борис Васильевич Варнеке (1874—1944).
На роль Валерии Мухсин-Бей пригласил не профессиональную актрису, а жену одесского адвоката мадам Бродскую, известную в Одессе своими выдающимися формами, то есть попросту полнотой, и что по мнению режиссёра должно было отражать типичный образ римской матроны.
О съёмках фильма «Спартак» упоминает Илья Ильф называя фильм «чем-то весьма древнеримским».
Вместе с отдельными мотивами других сочинений Ильфа и Петрова, скандальная история постановки фильма «Спартак» вошла в первоначальный вариант романа «Золотой телёнок».
В более позднем, сокращённом варианте романа всё же имеется упоминание об этом фильме — именно он имеется в виду, когда «бородатый швейцар» говорит Бендеру: «Летошный год сняли немой фильм из римской жизни. До сих пор отсудиться не могут по случаю уголовщины». Юрий Яновский написал о съёмках фильма роман «Мастер корабля» (1928).

## Рецензии, оценки
В записных книжках Ильи Ильфа, среди прочего, есть следующие строки, касающиеся художественного качества картины М. Эртогрула:

Легат посмотрел картину «Спартак» и приказал сжечь одесскую кинофабрику, как настоящий римлянин он не выносил халтуры.
— Илья Ильф. Записные книжки, 1925—1937